# Allure (parfum)
Pour les articles homonymes, voir Allure.
Allure est un parfum féminin des Parfums Chanel, créé par Jacques Polge et sorti en 1996.

## Composition
Allure appartient à la famille des parfums dits  orientaux et se compose de six pôles olfactifs, à savoir :  « Bergamote, Mandarine, Pêche, Rose de Mai, Jasmin, Nénuphar, Santal, Vetiver, Vanille » .

## Variation
En 2008, Chanel décline ce parfum avec Allure sensuelle, une version plus orientale .